# Mashona-Graumull
Der Mashona-Graumull oder Darlings-Graumull (Fukomys darlingi, Syn.: Cryptomys darlingi) ist eine Art der Graumulle (Fukomys) innerhalb der Sandgräber (Bathyergidae). Wie andere Graumulle ist sie an eine unterirdische und grabende Lebensweise angepasst. Die Art ist im südlichen Afrika im Norden und Osten von Simbabwe und im zentralen Mosambik verbreitet.

## Merkmale
Der Mashona-Graumull erreicht eine Kopf-Rumpf-Länge von 12,5 bis 16,5 Zentimetern bei einem Gewicht von 54 bis 92 Gramm, der Schwanz ist mit 0,8 bis 1,3 Zentimetern Länge sehr kurz. Die Männchen sind im Durchschnitt etwas größer als die Weibchen, die sexuell aktiven Weibchen können etwas schwerer werden. Die mittelgroße Art besitzt ein braunes, eisen- oder silbergraues bis braun-schwarzes Fell und eine auffällige weiße Kopfzeichnung. Das Fell ist kurz und dick, einzelne Fühlhaare ragen aus diesem vor allem im Kopfbereich hinaus. Auf der Bauchseite befindet sich ein weißer Streifen oder zumindest ein langgezogener Fleck variabler Länge. Der Kopf ist abgestumpft, die vorderen Nagezähne sind ungefurcht und ragen über die Lippen hinaus, damit sind sie von außen auch bei geschlossenem Mund sichtbar. Die Augen sind sehr klein, äußere Ohren fehlen. Die Vorder- und Hinterfüße sind unbehaart und rosafarben. Der Schwanz ist sehr kurz und erreicht maximal 7 % der Kopf-Rumpf-Länge, er ist nackt und mit einzelnen harten Fühlborsten bedeckt. Bei den Jungtieren ist das Fell generell dunkler als bei ausgewachsenen Tieren. Die Weibchen besitzen zwei Paar Zitzen im Brust- und eines im Lendenbereich, insgesamt also sechs Zitzen. Der Penis der Männchen ist von einer Haut bedeckt, die Tiere haben keinen herabhängenden Hoden. Bei den nicht sexuell aktiven Weibchen ist die Vagina geschlossen.
Der Schädel ist breit mit einem großen und runden Hirnschädel. Das Infraorbitalfenster (Foramen infraorbitale) ist vergleichsweise klein und tränenförmig. Der Chromosomensatz besteht aus 2n = 54 (FN=80) Chromosomen.
Vom nahe verwandten Damara-Graumull (Fukomys damarensis) unterscheidet sich der Mashona-Graumull durch die etwas hellere Färbung und die geringere durchschnittliche Größe, zudem durch genetische Merkmale wie der geringeren Chromosomenzahl.

## Verbreitung
Der Mashona-Graumull lebt im südlichen Afrika im Norden und Osten von Simbabwe und im zentralen Mosambik, wobei das Verbreitungsgebiet vor allem das Mashonaland-Plateau umfasst. Die genauen Grenzen des Bestandes sind unbekannt, man geht jedoch nicht von einem Vorkommen in Malawi aus.

## Lebensweise

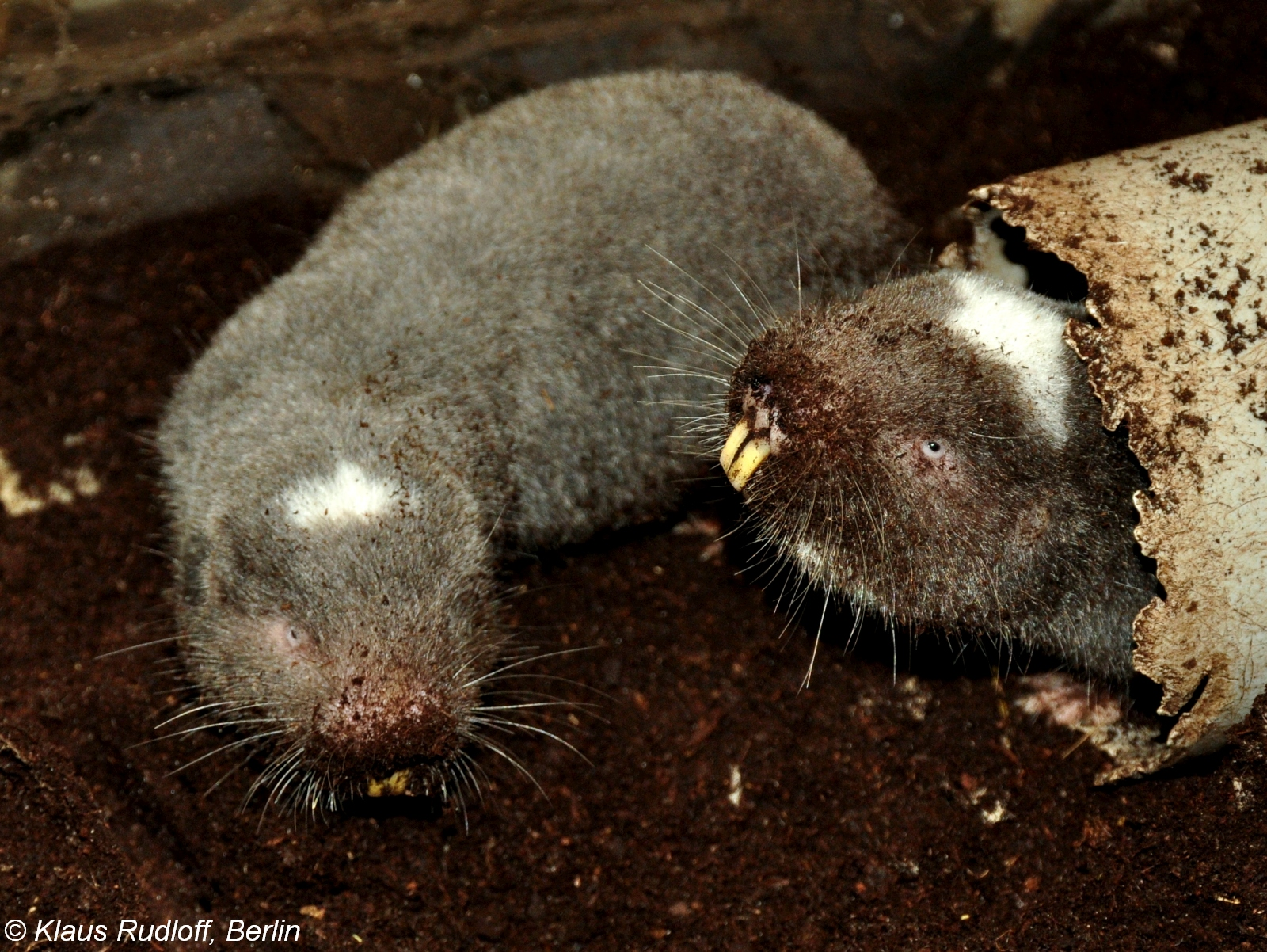
Mashona-Graumulle

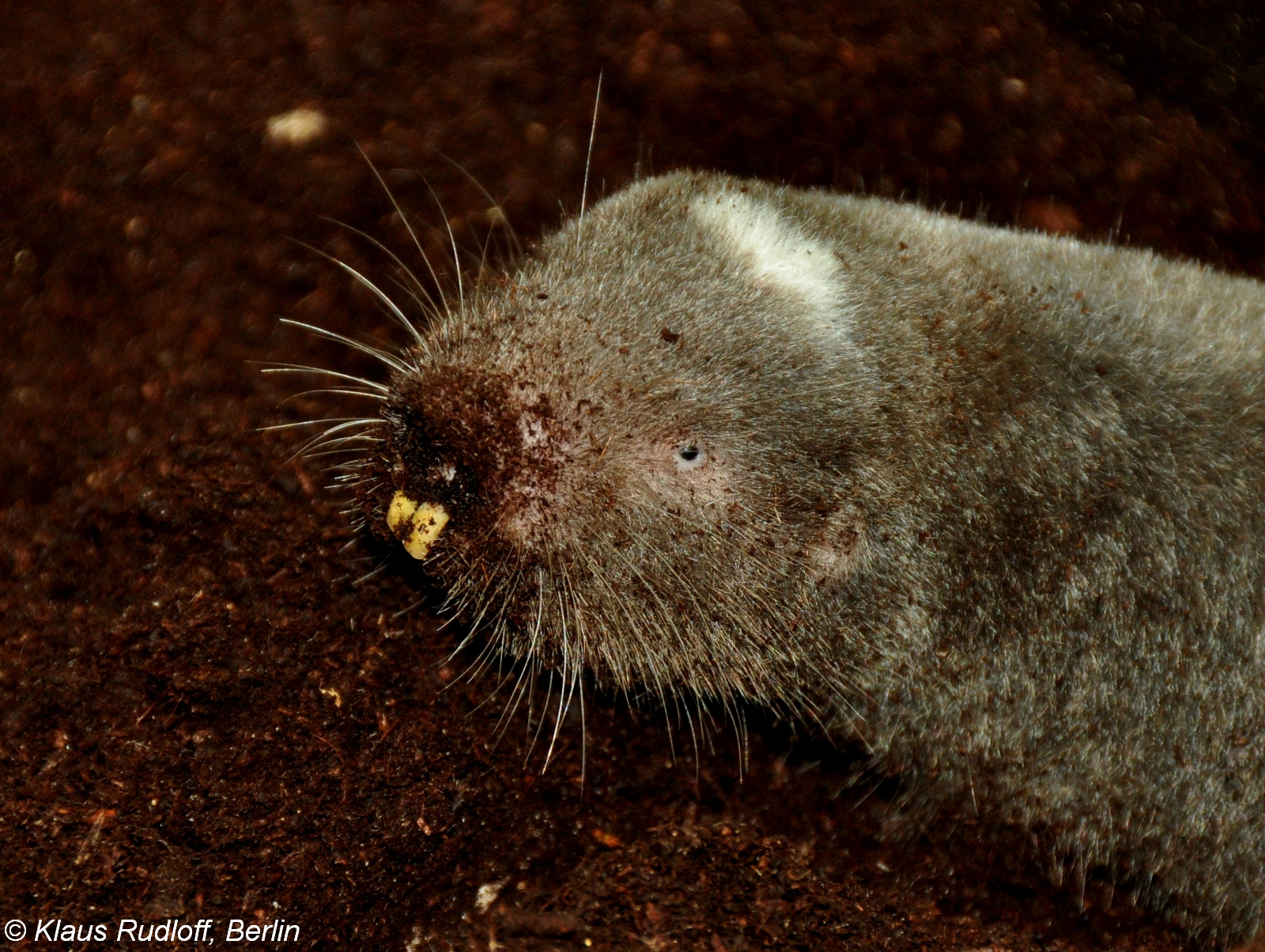
Mashona-Graumull

Die Fundorte befinden sich typischerweise in den Miombo-Waldgebieten mit einer Dominanz von Brachystegia und Julbernardia, zudem in Gebüschen, Wiesenflächen und in landwirtschaftlich genutzten Flächen. Die Böden sind mittelfeucht, und die jährliche Niederschlagsmenge beträgt durchschnittlich etwa 700 Millimeter. Wie andere Graumulle lebt auch diese Art weitgehend unterirdisch in Kolonien mit fünf bis neun Tieren mit leichter Überzahl der männlichen Tiere. Die Gruppen sind soziale Familienverbände mit einem Elternpaar und dem Nachwuchs mehrerer Würfe. Sie graben Baue im Bereich der Vegetation und ernähren sich herbivor von verdickten Wurzeln, Knollen und anderen Pflanzenteilen. Die unterirdische Aktivität weist einen Tagesrhythmus auf, und die Tiere können zwischen Licht- und Dunkelzeiten unterscheiden. Ihre Stoffwechselrate und ihre Körpertemperatur von etwa 33,5 °C sind vergleichsweise niedrig.
In der Kolonie lebt ein paarungsfähiges Paar, die restlichen Tiere der Kolonie sind sexuell inaktiv. Wie beim Nacktmull wird die Fortpflanzungsfähigkeit der Weibchen durch das sexuell aktive Weibchen aktiv unterdrückt. Eine feste Paarungs- und Fortpflanzungszeit gibt es nicht, Jungtiere können über das gesamte Jahr geboren werden. Das dominante Weibchen bekommt bis zu drei oder vier Mal im Jahr Nachkommen. Während der Zeit des Eisprungs kommt es zu zahlreichen Kopulationen des Elternpaares. Die Tragzeit dauert etwa 56 bis 61 Tage, die typische Wurfgröße besteht aus einem bis drei Jungtieren. Das Geschlechterverhältnis der Jungtiere ist zur Geburt ausgeglichen. Die Jungtiere sind bei der Geburt nackt und werden mit einem Gewicht von 6,9 bis 8,1 Gramm geboren. Das Fell wächst am vierten Tag nach der Geburt, die Augen werden nach etwa 14 Tagen geöffnet, wenn die Tiere auch zum ersten Mal feste Nahrung bekommen. Sie werden 45 Tage lang gesäugt.

## Systematik
Der Mashona-Graumull wird als eigenständige Art innerhalb der Gattung der Graumulle (Fukomys) eingeordnet, die aus zehn bis vierzehn Arten besteht. Die wissenschaftliche Erstbeschreibung stammt von Oldfield Thomas aus dem Jahr 1895 als Georychus darlingi und erfolgte anhand von Individuen aus der Region des damaligen Salisbury, heute Harare in Simbabwe, vom Mazowe aus einer Höhe von etwa 5000 Fuß (also etwa 1520 Metern). Thomas erhielt Sammlungen des irischen Sammlers James Ffoliott Darling und Guy A. K. Marshall, in denen sich jeweils zwei Individuen der Art befanden. Er benannte die Art nach Darling, wählte zur Beschreibung allerdings einen Typus aus der Sammlung von Marshall. Die Art wurde 1953 von John Ellerman dem Afrikanischen Graumull (Cryptomys hottentotus) als Unterart zugeschlagen, aufgrund spezifischer Merkmale jedoch seit Mitte der 2000er Jahre wieder als eigenständige Art betrachtet. 2006 wurde die Gattung Cryptomys anhand von molekularbiologischen Merkmalen in zwei Gattungen aufgetrennt, der Mashona-Graumul wurde dabei mit den meisten anderen Arten der neuen Gattung Fukomys zugeteilt, die Aufspaltung wird jedoch nicht allgemein angenommen.
Innerhalb der Art werden neben der Nominatform keine Unterarten unterschieden.

## Status, Bedrohung und Schutz
Der Mashona-Graumull wird bei der International Union for Conservation of Nature and Natural Resources (IUCN) als „nicht gefährdet“ (Least concern) eingestuft. Begründet wird dies mit dem häufigen Vorkommen und dem vergleichsweise großen Verbreitungsgebiet. Die Art kommt zudem in einigen geschützten Gebieten vor, und es gibt keine bestandsgefährdenden Risiken. Die Tiere werden regional als Schädlinge betrachtet und bekämpft, als Fleischquelle werden sie anders als verwandte Arten nicht gesammelt.

## Belege
1. 1 2 3 4 5 6 7 8 9 10  R. L. Honeycutt: Mashona Mole-rat - Fukomys darlingi. In: Don E. Wilson, T.E. Lacher, Jr., Russell A. Mittermeier (Herausgeber): Handbook of the Mammals of the World: Lagomorphs and Rodents 1. (HMW, Band 6), Lynx Edicions, Barcelona 2016; S. 370. ISBN 978-84-941892-3-4.
2. 1 2 3 4 5 6 7 8 9 10 11  Nigel C. Bennett: Cryptomys darlingi - Darling's Mole-Rat (Mashona Mole-Rat) In: Jonathan Kingdon, David Happold, Michael Hoffmann, Thomas Butynski, Meredith Happold und Jan Kalina (Hrsg.): Mammals of Africa Volume III. Rodents, Hares and Rabbits. Bloomsbury, London 2013, S. 653–654; ISBN 978-1-4081-2253-2.
3. 1 2 3  Fukomys darlingi in der Roten Liste gefährdeter Arten der IUCN 2016.2. Eingestellt von: S. Maree, C. Faulkes, F. Cotterill, 2008. Abgerufen am 8. Oktober 2017.
4. ↑  „Darling.“ In: Bo Beolens, Michael Grayson, Michael Watkins: The Eponym Dictionary of Mammals. Johns Hopkins University Press, 2009; S. 99; ISBN 978-0-8018-9304-9.
5. ↑  Oldfield Thomas: On African mole-rats of the Genera Georychus and Myoscalops. 1. A new species of Georychus from Mashonaland The Annals and magazine of natural history; zoology, botany, and geology 16 (6), 1895; S. 238–241. (Digitalisat)
6. ↑  Colleen M. Ingram, Hynek Burda, Rodney L. Honeycutt: Molecular phylogenetics and taxonomy of the African mole-rats, genus Cryptomys and the new genus Coetomys Gray, 1864. Molecular Phylogenetics and Evolution 31 (3), 2004; S. 997–1014. doi:10.1016/j.ympev.2003.11.004
7. ↑  Dieter Kock, Colleen M. Ingram, Lawrence J. Frabotta, Rodney L. Honeycutt, Hynek Burda: On the nomenclature of Bathyergidae and Fukomys n. gen. (Mammalia: Rodentia). Zootaxa 1142, 2006; S. 51–55.
8. ↑  Cryptomys darlingi. In: Don E. Wilson, DeeAnn M. Reeder (Hrsg.): Mammal Species of the World. A taxonomic and geographic Reference. 2 Bände. 3. Auflage. Johns Hopkins University Press, Baltimore MD 2005, ISBN 0-8018-8221-4.